# Arrondissement Beauvais
Das Arrondissement Beauvais ist eine Verwaltungseinheit des Départements Oise in der französischen Region Hauts-de-France. Präfektur ist Beauvais.

## Wahlkreise
Zum Arrondissement gehören Gemeinden aus sieben Wahlkreisen (Kantonen):
- Kanton Beauvais-1
- Kanton Beauvais-2
- Kanton Chaumont-en-Vexin
- Kanton Grandvilliers
- Kanton Méru (mit 7 von 14 Gemeinden)
- Kanton Mouy (mit 21 von 35 Gemeinden)
- Kanton Saint-Just-en-Chaussée (mit 20 von 84 Gemeinden)

## Gemeinden
Die Gemeinden des Arrondissements Beauvais sind:
| 1. Abancourt (60001)                  | 2. Abbecourt (60002)                  | 3. Achy (60004)                        | 4. Allonne (60009)                    |
| 5. Amblainville (60010)               | 6. Andeville (60012)                  | 7. Auchy-la-Montagne (60026)           | 8. Auneuil (60029)                    |
| 9. Auteuil (60030)                    | 10. Aux Marais (60703)                | 11. Bailleul-sur-Thérain (60041)       | 12. Bazancourt (60049)                |
| 13. Beaudéduit (60051)                | 14. Beaumont-les-Nonains (60054)      | 15. Beauvais (60057)                   | 16. Berneuil-en-Bray (60063)          |
| 17. Berthecourt (60065)               | 18. Blacourt (60073)                  | 19. Blancfossé (60075)                 | 20. Blargies (60076)                  |
| 21. Blicourt (60077)                  | 22. Bonlier (60081)                   | 23. Bonnières (60084)                  | 24. Bornel (60088)                    |
| 25. Boubiers (60089)                  | 26. Bouconvillers (60090)             | 27. Boury-en-Vexin (60095)             | 28. Boutencourt (60097)               |
| 29. Bouvresse (60098)                 | 30. Bresles (60103)                   | 31. Briot (60108)                      | 32. Brombos (60109)                   |
| 33. Broquiers (60110)                 | 34. Buicourt (60114)                  | 35. Campeaux (60122)                   | 36. Canny-sur-Thérain (60128)         |
| 37. Catheux (60131)                   | 38. Cauvigny (60135)                  | 39. Cempuis (60136)                    | 40. Chambors (60140)                  |
| 41. Chaumont-en-Vexin (60143)         | 42. Chavençon (60144)                 | 43. Choqueuse-les-Bénards (60153)      | 44. Conteville (60161)                |
| 45. Corbeil-Cerf (60162)              | 46. Cormeilles (60163)                | 47. La Corne en Vexin (60209)          | 48. Le Coudray-Saint-Germer (60164)   |
| 49. Le Coudray-sur-Thelle (60165)     | 50. Courcelles-lès-Gisors (60169)     | 51. Crèvecœur-le-Grand (60178)         | 52. Crillon (60180)                   |
| 53. Le Crocq (60182)                  | 54. Croissy-sur-Celle (60183)         | 55. Cuigy-en-Bray (60187)              | 56. Daméraucourt (60193)              |
| 57. Dargies (60194)                   | 58. Delincourt (60195)                | 59. Doméliers (60199)                  | 60. La Drenne (60196)                 |
| 61. Élencourt (60205)                 | 62. Énencourt-Léage (60208)           | 63. Éragny-sur-Epte (60211)            | 64. Ernemont-Boutavent (60214)        |
| 65. Escames (60217)                   | 66. Esches (60218)                    | 67. Escles-Saint-Pierre (60219)        | 68. Espaubourg (60220)                |
| 69. Fay-les-Étangs (60228)            | 70. Le Fay-Saint-Quentin (60230)      | 71. Feuquières (60233)                 | 72. Flavacourt (60235)                |
| 73. Fleury (60239)                    | 74. Fontaine-Bonneleau (60240)        | 75. Fontaine-Lavaganne (60242)         | 76. Fontaine-Saint-Lucien (60243)     |
| 77. Fontenay-Torcy (60244)            | 78. Formerie (60245)                  | 79. Fouilloy (60248)                   | 80. Fouquenies (60250)                |
| 81. Fouquerolles (60251)              | 82. Francastel (60253)                | 83. Fresne-Léguillon (60257)           | 84. Frocourt (60264)                  |
| 85. Le Gallet (60267)                 | 86. Gaudechart (60269)                | 87. Gerberoy (60271)                   | 88. Glatigny (60275)                  |
| 89. Goincourt (60277)                 | 90. Gourchelles (60280)               | 91. Grandvilliers (60286)              | 92. Grémévillers (60288)              |
| 93. Grez (60289)                      | 94. Guignecourt (60290)               | 95. Hadancourt-le-Haut-Clocher (60293) | 96. Halloy (60295)                    |
| 97. Le Hamel (60297)                  | 98. Hannaches (60296)                 | 99. Hanvoile (60298)                   | 100. Haucourt (60301)                 |
| 101. Haudivillers (60302)             | 102. Hautbos (60303)                  | 103. Haute-Épine (60304)               | 104. Les Hauts Talican (60494)        |
| 105. Hécourt (60306)                  | 106. Hénonville (60309)               | 107. Herchies (60310)                  | 108. Héricourt-sur-Thérain (60312)    |
| 109. Hermes (60313)                   | 110. Hétomesnil (60314)               | 111. Hodenc-en-Bray (60315)            | 112. Hodenc-l’Évêque (60316)          |
| 113. La Houssoye (60319)              | 114. Ivry-le-Temple (60321)           | 115. Jaméricourt (60322)               | 116. Jouy-sous-Thelle (60327)         |
| 117. Juvignies (60328)                | 118. Laboissière-en-Thelle (60330)    | 119. Labosse (60331)                   | 120. Lachapelle-aux-Pots (60333)      |
| 121. Lachapelle-Saint-Pierre (60334)  | 122. Lachapelle-sous-Gerberoy (60335) | 123. Lachaussée-du-Bois-d’Écu (60336)  | 124. Lafraye (60339)                  |
| 125. Lalande-en-Son (60343)           | 126. Lalandelle (60344)               | 127. Lannoy-Cuillère (60347)           | 128. Lattainville (60352)             |
| 129. Lavacquerie (60353)              | 130. Laverrière (60354)               | 131. Laversines (60355)                | 132. Lavilletertre (60356)            |
| 133. Lhéraule (60359)                 | 134. Liancourt-Saint-Pierre (60361)   | 135. Lierville (60363)                 | 136. Lihus (60365)                    |
| 137. Loconville (60367)               | 138. Lormaison (60370)                | 139. Loueuse (60371)                   | 140. Luchy (60372)                    |
| 141. Maisoncelle-Saint-Pierre (60376) | 142. Marseille-en-Beauvaisis (60387)  | 143. Martincourt (60388)               | 144. Maulers (60390)                  |
| 145. Méru (60395)                     | 146. Le Mesnil-Conteville (60397)     | 147. Le Mesnil-Théribus (60401)        | 148. Milly-sur-Thérain (60403)        |
| 149. Moliens (60405)                  | 150. Monceaux-l’Abbaye (60407)        | 151. Monneville (60411)                | 152. Montagny-en-Vexin (60412)        |
| 153. Montchevreuil (60256)            | 154. Montjavoult (60420)              | 155. Montreuil-sur-Thérain (60426)     | 156. Monts (60427)                    |
| 157. Le Mont-Saint-Adrien (60428)     | 158. Mortefontaine-en-Thelle (60433)  | 159. Morvillers (60435)                | 160. Mouchy-le-Châtel (60437)         |
| 161. Muidorge (60442)                 | 162. Mureaumont (60444)               | 163. Neuville-Bosc (60452)             | 164. La Neuville-sur-Oudeuil (60458)  |
| 165. La Neuville-Vault (60460)        | 166. Nivillers (60461)                | 167. Noailles (60462)                  | 168. Novillers (60469)                |
| 169. Offoy (60472)                    | 170. Omécourt (60476)                 | 171. Ons-en-Bray (60477)               | 172. Oroër (60480)                    |
| 173. Oudeuil (60484)                  | 174. Parnes (60487)                   | 175. Pierrefitte-en-Beauvaisis (60490) | 176. Pisseleu (60493)                 |
| 177. Ponchon (60504)                  | 178. Porcheux (60510)                 | 179. Pouilly (60512)                   | 180. Prévillers (60514)               |
| 181. Puiseux-en-Bray (60516)          | 182. Quincampoix-Fleuzy (60521)       | 183. Rainvillers (60523)               | 184. Reilly (60528)                   |
| 185. Rochy-Condé (60542)              | 186. Romescamps (60545)               | 187. Rotangy (60549)                   | 188. Rothois (60550)                  |
| 189. Roy-Boissy (60557)               | 190. Saint-Arnoult (60566)            | 191. Saint-Aubin-en-Bray (60567)       | 192. Saint-Crépin-Ibouvillers (60570) |
| 193. Saint-Deniscourt (60571)         | 194. Saint-Germain-la-Poterie (60576) | 195. Saint-Germer-de-Fly (60577)       | 196. Saint-Léger-en-Bray (60583)      |
| 197. Saint-Martin-le-Nœud (60586)     | 198. Saint-Maur (60588)               | 199. Saint-Omer-en-Chaussée (60590)    | 200. Saint-Paul (60591)               |
| 201. Saint-Pierre-es-Champs (60592)   | 202. Saint-Quentin-des-Prés (60594)   | 203. Saint-Samson-la-Poterie (60596)   | 204. Saint-Sulpice (60598)            |
| 205. Saint-Thibault (60599)           | 206. Saint-Valery (60602)             | 207. Sainte-Geneviève (60575)          | 208. Sarcus (60604)                   |
| 209. Sarnois (60605)                  | 210. Le Saulchoy (60608)              | 211. Savignies (60609)                 | 212. Senantes (60611)                 |
| 213. Senots (60613)                   | 214. Serans (60614)                   | 215. Sérifontaine (60616)              | 216. Silly-Tillard (60620)            |
| 217. Sommereux (60622)                | 218. Songeons (60623)                 | 219. Sully (60624)                     | 220. Talmontiers (60626)              |
| 221. Therdonne (60628)                | 222. Thérines (60629)                 | 223. Thibivillers (60630)              | 224. Thieuloy-Saint-Antoine (60633)   |
| 225. Tillé (60639)                    | 226. Tourly (60640)                   | 227. Trie-Château (60644)              | 228. Trie-la-Ville (60645)            |
| 229. Troissereux (60646)              | 230. Valdampierre (60652)             | 231. Vaudancourt (60659)               | 232. Le Vaumain (60660)               |
| 233. Le Vauroux (60662)               | 234. Velennes (60663)                 | 235. Verderel-lès-Sauqueuse (60668)    | 236. Viefvillers (60673)              |
| 237. Villembray (60677)               | 238. Villeneuve-les-Sablons (60678)   | 239. Villers-Saint-Barthélemy (60681)  | 240. Villers-Saint-Sépulcre (60685)   |
| 241. Villers-sur-Auchy (60687)        | 242. Villers-sur-Bonnières (60688)    | 243. Villers-Vermont (60691)           | 244. Vrocourt (60697)                 |
| 245. Wambez (60699)                   | 246. Warluis (60700)                  |                                        |                                       |

## Ehemalige Gemeinden seit 2015
bis 2018:
Énencourt-le-Sec, Boissy-le-Bois, Hardivillers-en-Vexin, Formerie, Boutavent, La Neuville-Garnier, Villotran, Fresneaux-Montchevreuil, Bachivillers
bis 2017:
Villers-sur-Trie
bis 2016:
Le Déluge, La Neuville-d’Aumont, Ressons-l’Abbaye, Troussures
bis 2015:
Anserville, Fosseuse